# 红蓝椅
红蓝椅，是1918年由荷兰设计师赫里特·里特费尔德设计的作品，是荷兰风格派运动初始期的三维代表作品。后来由美国建筑大师菲力普·強生作为礼物给美国纽约现代艺术博物馆，后者将其作为永久展览呈现。2008年5月13日，在租借给代尔夫特理工大学作为临时展览时，整栋大楼发生大火，所幸红蓝椅被消防员及时救出。2012年陈列在明尼阿波利斯美术馆，2013年移居到新西兰奥克兰。